# Моррілл (Канзас)
Моррілл (англ. Morrill) — місто (англ. city) в США, в окрузі Браун штату Канзас. Населення — 218 осіб (2020).

## Географія
Моррілл розташований за координатами 39°55′45″ пн. ш. 95°41′41″ зх. д. / 39.92917° пн. ш. 95.69472° зх. д. (39.929085, -95.694776).  За даними Бюро перепису населення США в 2010 році місто мало площу 0,49 км², уся площа — суходіл. В 2017 році площа становила 0,51 км², уся площа — суходіл.

## Демографія
Згідно з переписом 2010 року, у місті мешкало 230 осіб у 88 домогосподарствах у складі 66 родин. Густота населення становила 470 осіб/км².  Було 105 помешкань (215/км²).
Расовий склад населення:
| - 96,5 % — білих - 1,3 % — корінних американців |

До двох чи більше рас належало 2,2 %. Частка іспаномовних становила 2,2 % від усіх жителів.
За віковим діапазоном населення розподілялося таким чином: 27,0 % — особи молодші 18 років, 62,6 % — особи у віці 18—64 років, 10,4 % — особи у віці 65 років та старші. Медіана віку мешканця становила 38,0 року. На 100 осіб жіночої статі у місті припадало 98,3 чоловіків;  на 100 жінок у віці від 18 років та старших — 95,3 чоловіків також старших 18 років.
Середній дохід на одне домашнє господарство  становив 49 208 доларів США (медіана — 51 719), а середній дохід на одну сім'ю — 53 397 доларів (медіана — 54 792). За межею бідності перебувало 27,5 % осіб, у тому числі 50,0 % дітей у віці до 18 років та 5,6 % осіб у віці 65 років та старших.
Цивільне працевлаштоване населення становило 144 особи. Основні галузі зайнятості: виробництво — 29,2 %, освіта, охорона здоров'я та соціальна допомога — 18,1 %, мистецтво, розваги та відпочинок — 14,6 %.